# Альберт Зафі
Альберт Зафі (малаг. Albert Zafy; 1 травня 1927, Амбілубе, Мадагаскар - 13 жовтня 2017, Мадагаскар) — мадагаскарський політичний і державний діяч, президент Мадагаскару з 27 березня 1993 по 5 вересня 1996 року.

## Біографія
Альберт Зафі народився 1 травня 1927 рокув Амбілубе, в регіоні Діана, на Мадагаскарі. Закінчив Університет Монпельє у  Франції.
Після повернення на Мадагаскар, він став міністром охорони здоров'я і соціальних справ в уряді прем'єр-міністра  Габріеля Рамананцуа. Після того як Дідьє Рацірака прийшов до влади в 1975 році, Зафі вийшов з уряду і вступив до Університету Мадагаскару.
В 1988  році він заснував Національний союз за демократію і розвиток (National Union for Democracy and Development, UNDD). На національній конференції опозиції в 1990 році, Зафі був обраний президентом Комітету активних сил (Committee of Active Forces). 16 липня 1991 року Комітет оголосив про створення альтернативного уряду, з Зафі як прем'єр-міністра.
Зафі був затриманий в кінці  липня 1991 року і після звільнення був зустрінутий натовпом в 100 тисяч прихильників, деякі були поранені згодом під час акцій протесту . Опозиція в кінцевому рахунку змусила Раціраку погодитися на прийняття конвенції, що встановила перехідний уряд 31 жовтня 1991. У перехідний період 1991 - 1993 рр. Зафі став головою Верховного органу держави, який замінив Верховну революційну раду і Національні збори .

### На посту президента
На президентських виборах, що відбулися в  листопаді 1992 рік а, Зафі зайняв перше місце в першому турі з 45% голосів, Рацірака - друге місце з 29%. У другому турі, який відбувся 10 лютого 1993 року. Зафі переміг, отримавши 66,74% голосів і зайняв пост президента в кінці березня. В  червні 1993 року прихильники Зафі отримали більшість на парламентських виборах. Зафі, борючись з прем'єр-міністром Франциском Равуні за ширші повноваження, провів у  вересні 1995 року референдум, істотно розширивши повноваження президента. Це дало йому владу вибирати прем'єр-міністра з трьох кандидатур поданих Національними зборами, і можливість звільняти прем'єр-міністра, не вимагаючи нових виборів.. Равуні пішов у відставку в  жовтні 1995 року і Зафі призначив Еммануеля Ракутувахіні, голову UNDD і міністра з розвитку сільських районів і земельної реформи.
Перебування Зафі на посаді президента було відзначено економічним спадом, звинуваченнями в корупції і зловживанні владою. У 1996 році партія Раціраки організувала масові демонстрації протесту проти Зафі. 26 липня 1996 року йому був винесений імпічмент Національними Зборами: з 134 депутатів «за» 99, «проти» - 32, 3 - утрималися. 4 вересня Верховний Конституційний суд визнав імпічмент. . 5 вересня Зафі оголосив, що покине свій пост 10 жовтня, охарактеризувавши імпічмент як «конституційний державний переворот». На президентських виборах 1996 року Зафі виставив свою кандидатуру.

### Політична діяльність після відставки
У своїй передвиборчій кампанії 1996 року, Зафі звинуватив в проблемах свого президентства опозиціонерів і Міжнародний валютний фонд . Втративши більшу частину своєї підтримки, в першому турі виборів, що відбувся 3 листопада, він зміг зайняти друге місце з 23,39% голосів, а за Раціраку було віддано 36,61% . У другому турі, який відбувся 29 грудня Зафі отримав 49,29% голосів, втратив близько 45 тисяч голосів і програв Раціраці .
На початку 1998 року Зафі звинуватив Раціраку в дачі неправдивих свідчень, кумівстві, порушенні конституції в напрямку децентралізації та зміцнення президентства за рахунок влади  Національних зборів. 4 лютого 1998 року імпічмент не вдався: з необхідних 92 тільки 60 депутатів Національних зборів проголосували за відставку. В травні 1998 року Зафі обрався до парламенту, ставши найстаршим депутатом Національних Зборів. В цей час він безуспішно боровся за відділення провінції Антсіранана.
31 серпня 2001 року Зафі оголосив, що він знову виставить кандидатуру на президентських виборах в грудні 2001 року. Він зайняв третє місце з 5 % голосів. Кандидат від опозиції Марк Раваломанана вступив в суперечку з Раціракою через результати виборів, внаслідок чого останній втік з країни, а Равалонамана став новим президентом.
Зафі став лідером Національного комітету з примирення (Comité de reconciliation nationale, CRN), заснованим в  червні 2002 року для сприяння національному примиренню серед провідних учасників політичної кризи, що послідувала за виборами 2001 року. Під час президентства Раваломанани, Зафі піддавав його різкій критиці. 8 липня 2004 року в ході гранатометної атаки по всій країні біля будинку Зафі вибухнула граната.
8 грудня 2006 року, в будинку Зафі поліція провела обшук в рамках розслідування уряду щодо генерала Фіді. Реагуючи на рейд, Зафі сказав, що він не визнає президентом Раваломанану.
В  червні 2007 року Зафі відправився в Париж, де 8 червня зустрівся з  Раціракою і членами його колишнього уряду, які також були у вигнанні, зокрема 11 червня з Андріанаріву, прем'єр-міністром при правлінні Раціраки. 25 червня Зафі знову зустрівся з ними.

### Участь в розв'язанні політичної кризи
Президент Раваломанана був змушений піти у відставку в ході народних протестів і збройного повстання в березні 2009 року. Лідер опозиції Андрі Радзуеліна зайняв пост президента за підтримки військових. Він включив Зафі в якості радника і одного з 44 членів Вищої перехідної адміністрації, заснованої 31 березня 2009. Зафі висловив свої заперечення проти створення перехідного уряду на прес-конференції 1 квітня, скаржачись, що Радзуеліна не слухатиме його поради. Однак 2 квітня він був присутній на конференції уряду.
4 серпня 2009 року в Мапуту в рамках переговорів про розв'язання політичної кризи, Зафі зустрівся з  Андрі Радзуеліною, Марком Раваломананою і  Дідьє Раціракою, за посередництва колишнього президента Мозамбіку Жоакіма Чіссано. Тривалий переговорний процес між чотирма лідерами привів до угоди про розподіл влади, підписаної всіма чотирма особами в листопаді і анульованої до  грудня 2009 року. Уряд Радзуеліни заборонив Зафі повернення в Мадагаскар після переговорів, але пізніше йому було дозволено приїхати. 18 грудня 2009 року Зафі заявив, що Андрі Радзуеліна відправив у відставку прем'єр-міністра Ежена Мангалаза і що опозиція сформує свій уряд національної єдності, закликавши армію утриматися від участі.
17 листопада 2010 року група з 30 офіцерів під командуванням полковника Шарля Андріанасувіни вчинила спробу військового перевороту. Заколот був придушений, а військовослужбовці здалися. Альбер Зафі, між тим, заявив, що підтримує заколотників і вважає, що Андрі Радзуеліна і прем'єр-міністр Каміль Віталь повинні піти у відставку